# Didier Kadima
Pour les articles homonymes, voir Kadima (homonymie).
 (mars 2021).
Si vous disposez d'ouvrages ou d'articles de référence ou si vous connaissez des sites web de qualité traitant du thème abordé ici, merci de compléter l'article en donnant les références utiles à sa vérifiabilité et en les liant à la section « Notes et références ».
Didier Kadima (né en 1970) est un joueur de Scrabble québécois d'originie congolaise. Il a remporté le Championnat du Québec en 2004, 2005, 2007 et 2009. Il a participe à la première coupe du monde de Scrabble classique en 2006, terminant 29e sur 54 joueurs. En 1999, il remporte son premier grand tournoi : l'open des championnats du monde.
Les 19, 20 et 21 mai 2007, il a remporté pour la troisième fois le championnat du Québec, finissant devant François Bédard et Germain Boulianne qui, entre eux, avaient remporté 14 fois le championnat national. Il a perdu 54 points pendant 5 parties (98,89 %). Il s'est automatiquement qualifié pour le championnat du monde au Québec puisqu'il était dans les 30 premiers du classement mondial, à la 24e place. Là, il a fini 3e sur 36 joueurs à la Coupe du monde de Scrabble classique et deuxième en paires avec son partenaire Thierno Amadou Diallo.

## Palmarès
- Classé 57e en Scrabble classique, et premier Québécois
- Vice-champion du monde en paires (avec Thierno Amadou Diallo) (2007)
- Vainqueur de l'Open des championnats du monde (1999)
- Champion du Québec (2004, 2005, 2007, 2009)